# ديان بيل
ديان بيل (بالإنجليزية: Diane Bell)‏ (11 يونيو 1943)؛ عالمة الإنسان وروائية أسترالية.